# 63-й котельно-сварочный завод
63-й котельно-сварочный завод (укр. 63 котельно-зварювальний завод) — государственное предприятие военно-промышленного комплекса Украины, которое осуществляет производство и ремонт оборудования и иного имущества для обеспечения потребностей вооружённых сил Украины.

## История
Предприятие было создано в 1945 году на базе фронтовой авторемонтной мастерской.
После провозглашения независимости Украины, завод был передан в ведение министерства обороны Украины. В связи с сокращением государственного заказа, завод осуществил конверсию производства, в результате которой предприятием был освоен выпуск продукции гражданского назначения.
27 июля 1998 года завод был внесён в перечень предприятий, имеющих стратегическое значение для экономики и безопасности Украины.
В 1999 году завод был внесён в перечень предприятий военно-промышленного комплекса Украины, освобождённых от уплаты земельного налога (размер заводской территории составлял 20,18 га).
Весной 2005 года часть неиспользуемых производственных мощностей завода была сдана в аренду Ивано-Франковскому цементно-шиферному комбинату.
В 2007 - 2008 годы основной продукцией завода являлись газотрубные котлы, также он выполнил два крупных заказа на изготовление нестандартного оборудования для Ивано-Франковского цементно-шиферного комбината и Каменец-Подольского цементного завода.
По состоянию на начало 2008 года, заводом был освоен выпуск следующей продукции:
- переносная насосная установка ПНУ-100/200М[1]
- комплект беспричальной заправки кораблей БЗРК-150[1]
- полевой заправочный пункт ПЗП-14[1]
- групповой заправщик малых кораблей ГЗМКТ-6-4000[1]
- котлы типа ВК (КСВ-0,25 "ВК-22"; КСВ-0,63 "ВК-34"; КСВ-1,0 "ВК-22"; КСВ-2,0 "ВК-21М2", КСВТ-3,0)[1]
- газовые горелки типа ГГС-Б[1]
- отопительные котлы КС-ГВ-31,5; КС-ТВ-31,5; КС-ТГВ-31,5[1]
- теплораспределяющие автоматические узлы ВТА-150 и ВТА-250[1]
- коллекторы прямой и обратной воды КВ1×100/150 и КВ2×100/250[1]
- ёмкостные водонагреватели типа ВЕ[1]
- комплекты элементов дымовой трубы ДНЖ-220 и ДН-220[1]
- пищеварочные котлы КСП-160; КСП-240; КСП-320; КСП-400; КСЕ-160; КСЕ-240[1]
- двухстенные резервуары РД-20; РД-30; РД-40[1]
- сливоналивная установка СНУ-5М[1]
- полуавтоматический зажим СНА[1]
- патрубки подсоединения ВИТ-10; ВИТ-16; ВИТ-25; ВИТ-31; ВИТ-65; ВИТ-100[1]
- узлы водосмягчения ВВС и ВВН[1]
- горелки на жидком топливе типа ГМ-Б; ГМ-Б-1,2; ГМ-Б-2,2[1]
- индивидуальные теплораспределительные узлы типа ВИТ[1]

Начавшийся в 2008 году экономический кризис осложнил положение предприятия.
В 2009 году общая стоимость выпущенной и реализованной продукции завода составляла 6,8 млн. гривен.
После создания в декабре 2010 года государственного концерна «Укроборонпром», 29 декабря 2010 года завод был включён в состав концерна.
По состоянию на начало 2011 года, основной продукцией завода являлось теплотехническое оборудование бытового и промышленного назначения (до 40 наименований). В 2011 году общая стоимость выпущенной и реализованной продукции завода составляла 2,4 млн. гривен.
Летом 2012 года был снят с должности директор завода, в результате злоупотребления служебными полномочиями причинивший государству убытки в размере 90 870 гривен.
В 2013 году общая стоимость выпущенной и реализованной продукции завода составляла 1,4 млн. гривен.
Весной 2014 года финансово-экономическое положение завода осложнилось. В мае 2014 года численность работников завода составляла 150 человек, производственные мощности были задействованы не полностью. Общая стоимость продукции, выпущенной и реализованной заводом за первые шесть месяцев 2014 года составила только 221 тыс. гривен. В дальнейшем, финансово-экономическое положение завода продолжало ухудшаться.
27 февраля 2015 года правление ГК "Укроборонпром" приняло решение о распродаже части движимого и недвижимого имущества завода. В марте 2015 года завод выставил на продажу два неиспользуемых помещения (цех №6 и заводскую столовую).
25 мая 2015 года администрация завода сообщила, что предприятие подготавливает техническую документацию на выпуск нескольких новых моделей твердотопливных котлов.
16 сентября 2015 первый заместитель генерального директора ГК "Укроборонпром" С. Пинькас сообщил, что предприятие находится в режиме санации, однако начаты переговоры о создании на базе завода совместного с польской компанией "Lubawa S.A." предприятия по выпуску продукции военного назначения. На выставке MSPO-2015 в городе Кельце представители ГК "Укроборонпром" и польской стороны подписали меморандум о создании совместного предприятия по производству средств маскировки, индивидуальной защиты и иной продукции военного назначения. 25 сентября 2015 представитель "Lubawa S.A." сообщил, что на создание предприятия, количество работников должно превысить 200 человек, запланировано выделить 1 млн. евро.
1 октября 2018 года было объявлено о намерении передать завод в ведение Фонда государственного имущества Украины для последующей приватизации.
16 апреля 2021 года (в соответствии с постановлением Кабинета министров Украины № 1229 от 9 декабря 2020 г.) завод был выведен из состава ГК "Укроборонпром" и передан в ведение Фонда государственного имущества Украины как "потерявший значение для обороноспособности страны".